# Михаил VI Стратиот
Михаил VI Вринга (на гръцки: Μιχαήλ ΣΤ΄ Βρίγγας), наречен с прозвището Стратиот (от гръцки: Stratiotikos – „военния“), е византийски император от 1056 до 1057 г., възцарил се след края на Македонската династия. Управлението му трае точно една година.

## Възкачване на престола
При управлението на Константин IX Мономах, Михаил Вринга заема длъжността логотет на стратиотите (отговаря за военните финанси). Императрица Теодора посочва престарелия Вринга за свой наследник на престола малко преди смъртта си. Престола си обаче Михаил дължи на група чиновници начело с влиятелния в двора Лъв Параспондил – най-близкия съветник на императрицата. Чрез възкачването на Михаил VI, столичната аристокрация се надява да запази контрола над държавната власт и привилегиите, като държи настрани военните и провинциалните благородници.

## Управление
Михаил VI Стратиот поема властта на 31 август 1056 г., след което започва щедро да раздава административни постове и награди на столичните бюрократи. Новият император обаче бързо отблъсква от себе си военната аристокрация. За благоразположението на василевса научават войниците и техните командири, които по време на великденските дни (1057 г.) пристигат в Константинопол с надеждата да получат нещо от новия владетел. Но Михаил VI постъпва с тях съвсем не така, както те очакват: императорът наругава всички, а след това обсипва с ругатни военачалника Исак Комнин, за това, че едва не е изгубил Антиохия. Приятелите на Исак се опитват да се застъпят за него, но Михаил ги застава да мълчат и на всички отказва своето благоволение. Тази сцена обижда изключително военачалниците. Скоро те организират заговор, а короната решават да дадат на Исак Комнин, който се отличавал от другите не само по знатния си произход, но и по царствената си осанка.
На 8 юни 1057 г. заговорниците вдигат на бунт войските от източните теми в Пафлагония и се насочват към Константинопол. При вестта за случилото се Михаил VI Стратиот се отчайва напълно. В този момент обаче бюрократите, които се ползват с облаги от императора, решават да защитят позициите си и събират войските от западните теми, които били пратени срещу бунтовниците.
На 26 август 1057 императорската войска бива разбита край Никея, а Исак Комнин продължава настъплението си към столицата. Михаил VI е принуден за започне преговори и изпраща при Исак Комнин бележития дипломат Михаил Псел. Императорът предложил на Исак Комнин да го осинови и да му даде титлата кесар. Предложението на василевса било демонстративно отхвърлено. Тайно обаче Исак продължава преговорите, поради което Михаил му обещава да го обяви за свой съимператор.
Междувременно, докато се водили тайните преговори, в Константинопол избухва бунт в подкрепа на претендента Исак Комнин. При тези обстоятелства на 31 август 1057 г. патриарх Михаил Керуларий убеждава Михаил VI да се оттегли от престола в полза на Исак I Комнин, който скоро пристигнал в града. Михаил се отрича от престола и се замонашва. След това той се оттегля в частния си дом, където умира през 1059 г.